# Rindern
Rindern ist ein Stadtteil von Kleve am unteren Niederrhein im Kreis Kleve in Nordrhein-Westfalen.

## Geschichte und Archäologie

### Römische und mittelalterliche Zeit

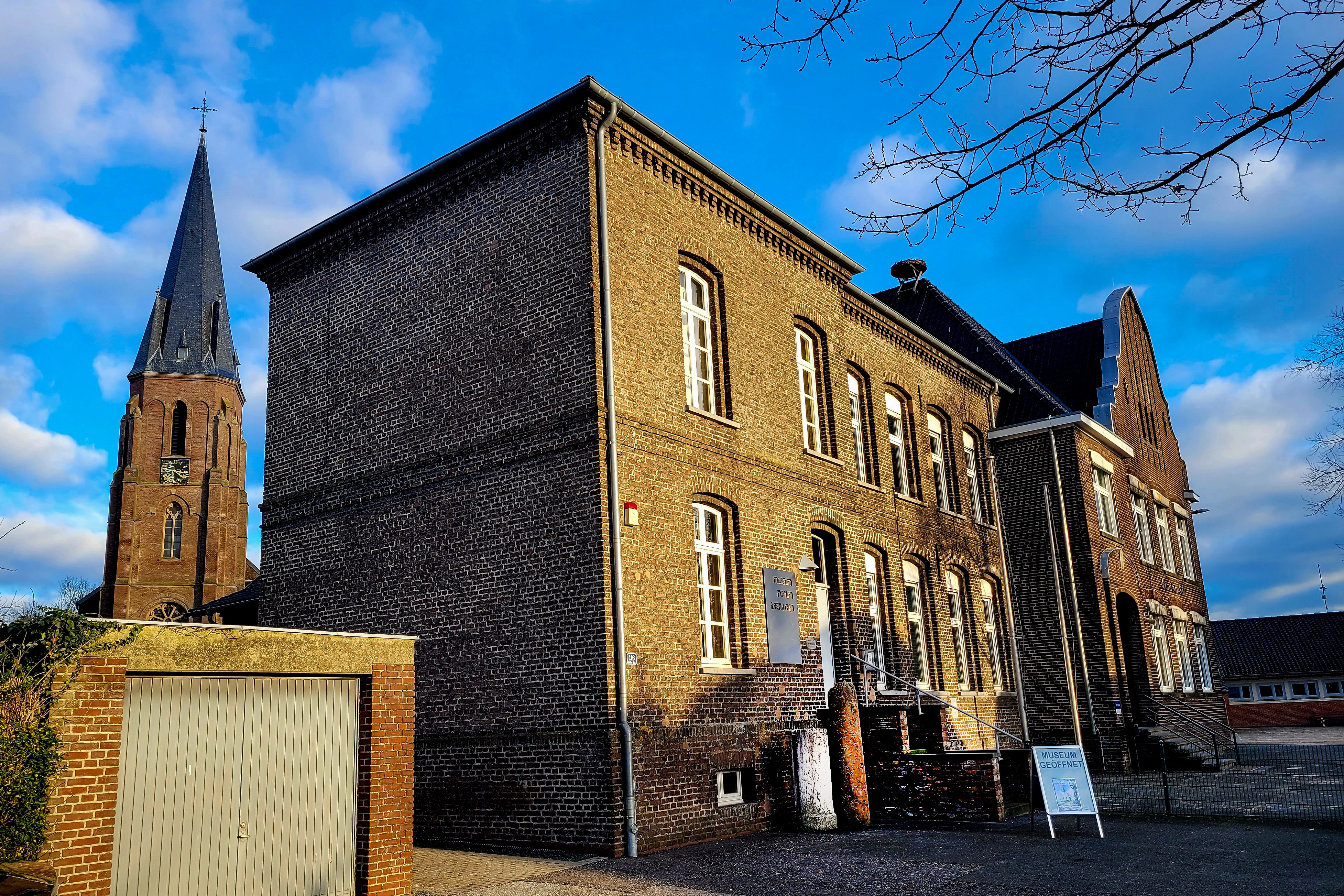
St.-Willibrord-Kirche und Johanna-Sebus-Grundschule mit Forum Arenacum

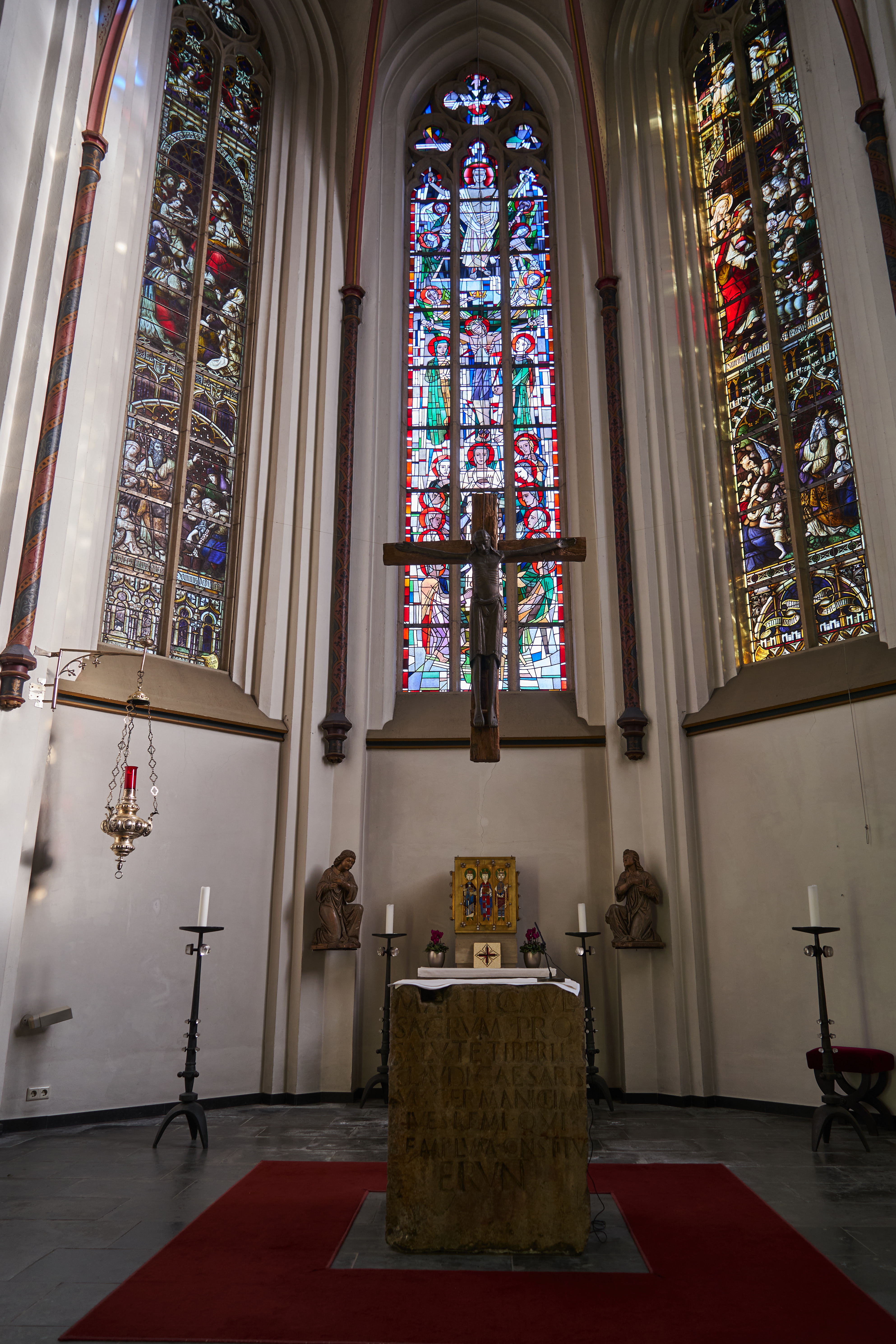
Römischer Mars-Camulus-Weihestein aus der Zeit Kaiser Neros als Altar der St.-Willibrord-Kirche in Rindern

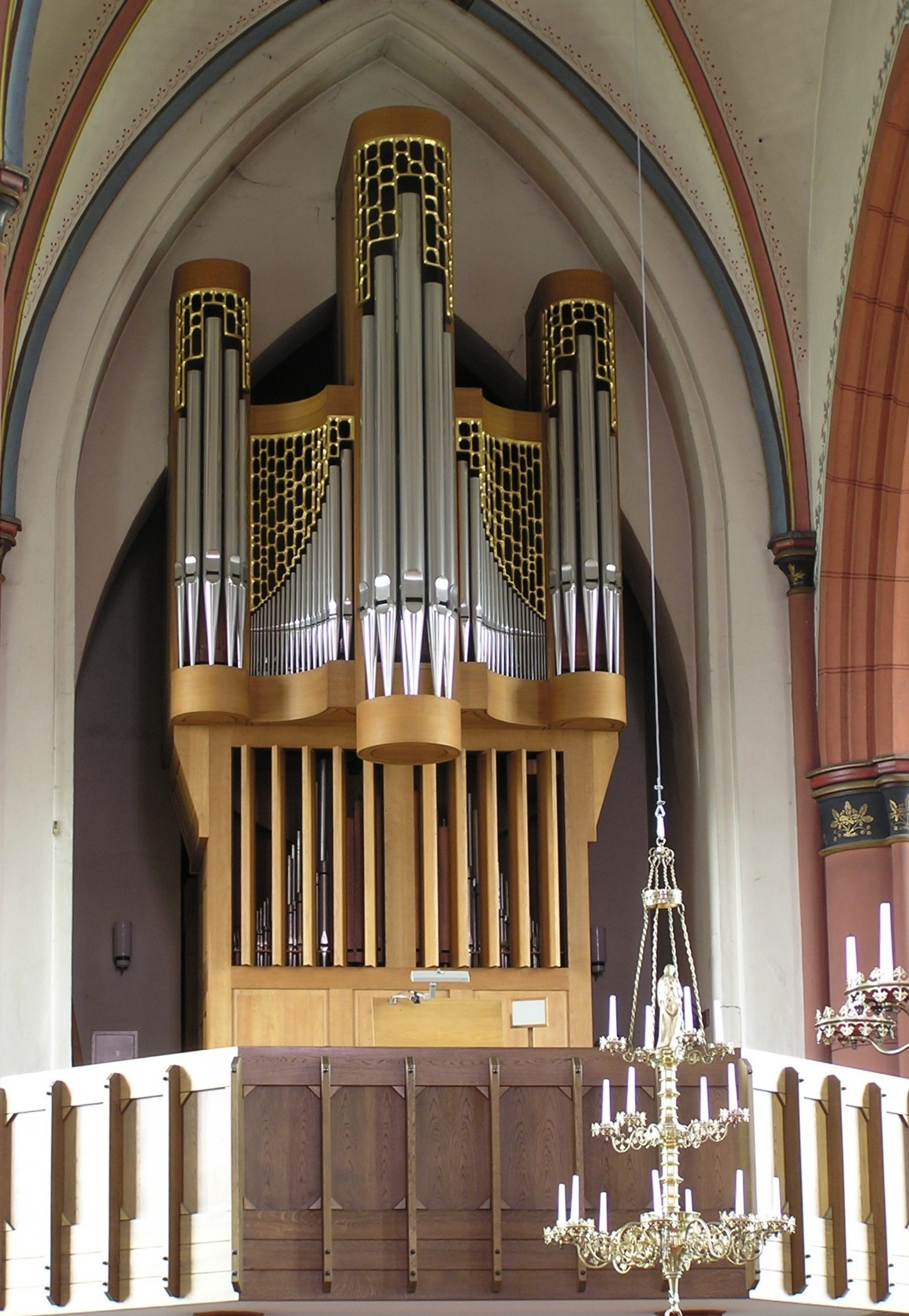
Klais-Orgel der St.-Willibrord-Kirche

Mit hoher Wahrscheinlichkeit ist Rindern identisch mit dem erstmals um das Jahr 70 n. Chr. bei Tacitus in seiner Beschreibung der Bataver-Aufstände erwähnten Arenacum. Im 4. Jahrhundert ist die römische Siedlung als Harenatium in einem römischen Straßenverzeichnis eingetragen. Die römische Besiedlung unterstreichen zahlreiche Funde aus römischer Zeit. Besonders der direkt an die Kirche St. Willibrord angrenzende Friedhof ist eine reichhaltige Fundstätte. Die Kirche selbst wurde auf römischen Fundamenten aus dem 1. Jahrhundert errichtet. Der in Rindern gefundene Mars-Camulus-Weihestein dient heute als Altar der St.-Willibrord-Kirche, in der sich auch das bei der Erweiterung der Kirche in den nördlichen Chor integrierte Grab der Johanna Sebus befindet.
Bei Ausgrabungen 1980 im Innern der Willibrord-Kirche wurden ungewöhnlich reiche Gräber der Zeit 670–740 n. Chr. entdeckt. Sie belegen, dass der Ort bereits im späten 7. Jahrhundert bestand und Mitglieder einer zeitgenössischen Oberschicht beherbergte.
Die meisten römischen und frühmittelalterlichen Funde werden im Rheinischen Landesmuseum in Bonn aufbewahrt, einige auch im Museum Kurhaus Kleve. Seit 2002 hat Rindern ein eigenes Museum mit keltischen, fränkischen und römischen Exponaten, das Museum Forum Arenacum, welches in unmittelbarer Nähe zur Pfarrkirche untergebracht ist.
Rindern lag am Rand des in den Friesisch-Fränkischen Kriegen umstrittenen Rhein-Maas-Deltas, das ab 690 n. Chr. im Auftrag Pippins des Mittleren von Willibrord christianisiert wurde. Nach einer friesischen Rückeroberung ab 716 kam diese Mission zeitweise zum Stillstand. Im Jahr 721/22 verschenkten Graf Ebroin und seine Frau Theodelinda die basilica (Kirche) Sankt Petrus und Johannes der Täufer in loco rhinarim (im Ort Rindern) samt dem zugehörigen Besitz, zu dem unter anderem auch die Marienkirche in Millingen und der Nachbarort Donsbrüggen gehörten. Damals war Bischof Willibrord custos (Abt) der Kirche in Rindern. Daraus lässt sich ableiten, dass in dieser Zeit in Rindern eine von Willibrord geleitete Klostergemeinschaft bestand. Nach dessen Tod dürfte das Kloster irgendwann in den Jahren zwischen 752 und 777 n. Chr. aufgelöst worden sein, und der Besitz wurde (vielleicht 753 im Zuge einer Erbregelung) an dessen Stammhaus Kloster Echternach übertragen. Daneben gehörte ein Rinderner Hof dem Kloster St. Quentin, das es 1213 an das Stift Xanten verkaufte. Vermutlich stammt er ebenfalls von Ebroin her. Karl der Große schenkte im Zeitraum 775–784 das Briener Ward (Wardhausen) dem Kloster Echternach. Rindern wurde zum Zentrum eines umfangreichen nördlichen Echternacher Besitzes unter der Leitung eines Propstes, den ein Schultheiß unterstützte, der auch dem niederen Hofgericht vorsaß.
Die vorher zum Herzogtum Geldern gehörende Herrlichkeit Rindern kam 1347 zur Grafschaft Kleve, als sich Graf Johann von Kleve erst von Kaiser Ludwig dem Bayern, dann von Kaiser Karl IV. dieses Lehen verschaffte. Auch der benachbarte Düffelgau kam abschließend 1473 unter die Hoheit Kleves.

### Neuzeit
Von überregionaler Bedeutung ist die Wasserburg Rindern, die 1654 als Herrenhaus im niederländischen Barockstil erbaut wurde. 1666 wurde sie mit allen Ländereien vom Großen Kurfürsten Friedrich Wilhelm gekauft und von seinem Statthalter Fürst Johann Moritz von Nassau-Siegen in die landschaftliche Gestaltung der Anlagen um den Klever Tiergarten einbezogen.
Im nahegelegenen Klever Reichswald und im Umfeld des heutigen Ortes fand im Februar 1945 die sogenannte Schlacht im Reichswald statt. Dabei wurde die Wasserburg von Rindern weitgehend zerstört. Das Bistum Münster erwarb das Gebäude und ließ es in den Jahren 1954/55 neu erbauen und später erweitern. Seit 1956 befindet sich dort eine katholische Heimvolkshochschule.
Zum 1945 gebildeten Amt Rindern (vorher Amt Keeken) gehörten die Gemeinden Donsbrüggen, Keeken, Bimmen, Düffelward, Rindern und Wardhausen, Mehr und Niel.
Am 1. Juli 1969 wurde das Amt Rindern nach Kleve eingemeindet.

## Kultur

### Verein für Kultur und Geschichte in Rindern
Der Verein für Kultur und Geschichte in Rindern e. V. wurde am 2. Juni 1969 vom damaligen Ortsbürgermeister Theodor Wels gegründet. Der Verein und das Museum wurden 2023 mit dem Rheinlandtaler ausgezeichnet und erhielt 2019 als 2. Träger den Heimatpreis der Stadt Kleve.

### Museum Forum Arenacum
Das Museum Forum Arenacum wurde 2002 gegründet. Im Museum werden auf fast 300 m² römische und fränkische Funde aus Rindern und seiner Umgebung gezeigt. Die frühere Lehrerwohnung bietet außerdem einen Einblick auf römische Funde aus der größten Privatsammlungen in Nordrhein-Westfalen, der Langfeldsammlung. Aus der Geschichte von Rindern werden Erinnerungen an Maria Reymer und Johanna Sebus wachgehalten. Außerdem werden mehrmals im Jahr Wechselausstellungen mit zeitgenössischer Kunst angeboten. Eine Sonderausstellung zeigt das Jugendzimmer von Joseph Beuys, der Teile seiner Kindheit und Jugend in Rindern verbrachte.

### Käsemuseum Gut Hogefeld
Das Käsemuseum Gut Hogefeld wurde 2022 gegründet. Es zeigt in der ersten Produktionsstätte von Maria Reymer Exponate für die handwerkliche Käse- und Butterherstellung im frühen 19. Jahrhundert. Die Kellergewölbe und Gerätschaften geben einen authentischen Blick auf ihre Arbeitswelt. Besucher erhalten auf diese Weise eine Vorstellung von den einfachen und harten Arbeits- und Lebensbedingungen vor rund 200 Jahren. Das Käsemuseum ist auch eine Erinnerung an Maria Reymer, die Käse-Pionierin vom Niederrhein. Auf Gut Hogefeld wurde 1825 nicht nur der Grundstein für die Käseherstellung am Niederrhein gelegt, sondern auch für die Entwicklung des Niederrheins zu einer der wichtigsten Milchregionen Nordrhein-Westfalens.

### Wasserburg Rindern
Die Wasserburg Rindern, ein ehemaliger Herrensitz in Rindern, Kleve, fungiert seit 1956 als Sitz der „Katholischen Heimvolkshochschule Wasserburg Rindern“. Das Bildungs- und Tagungshaus, unter Trägerschaft des Bistums Münster, ist ein Ort des offenen Dialogs und der persönlichen Entwicklung am Unteren Niederrhein. Es bietet Raum und Zeit für Bildungsarbeit, die die individuelle Entwicklung im Kontext der Lebens- und Lernwelt fördert. Hinter der Wasserburg wurde 1965–67 nach den Plänen des Architekten Fritz Poorten eine Hauskapelle gebaut. Das Museum Forum Arenacum widmete Poorten, der Entstehung und Wirkung der Kapelle 2023 eine umfangreiche Ausstellung.

## Naturschutz

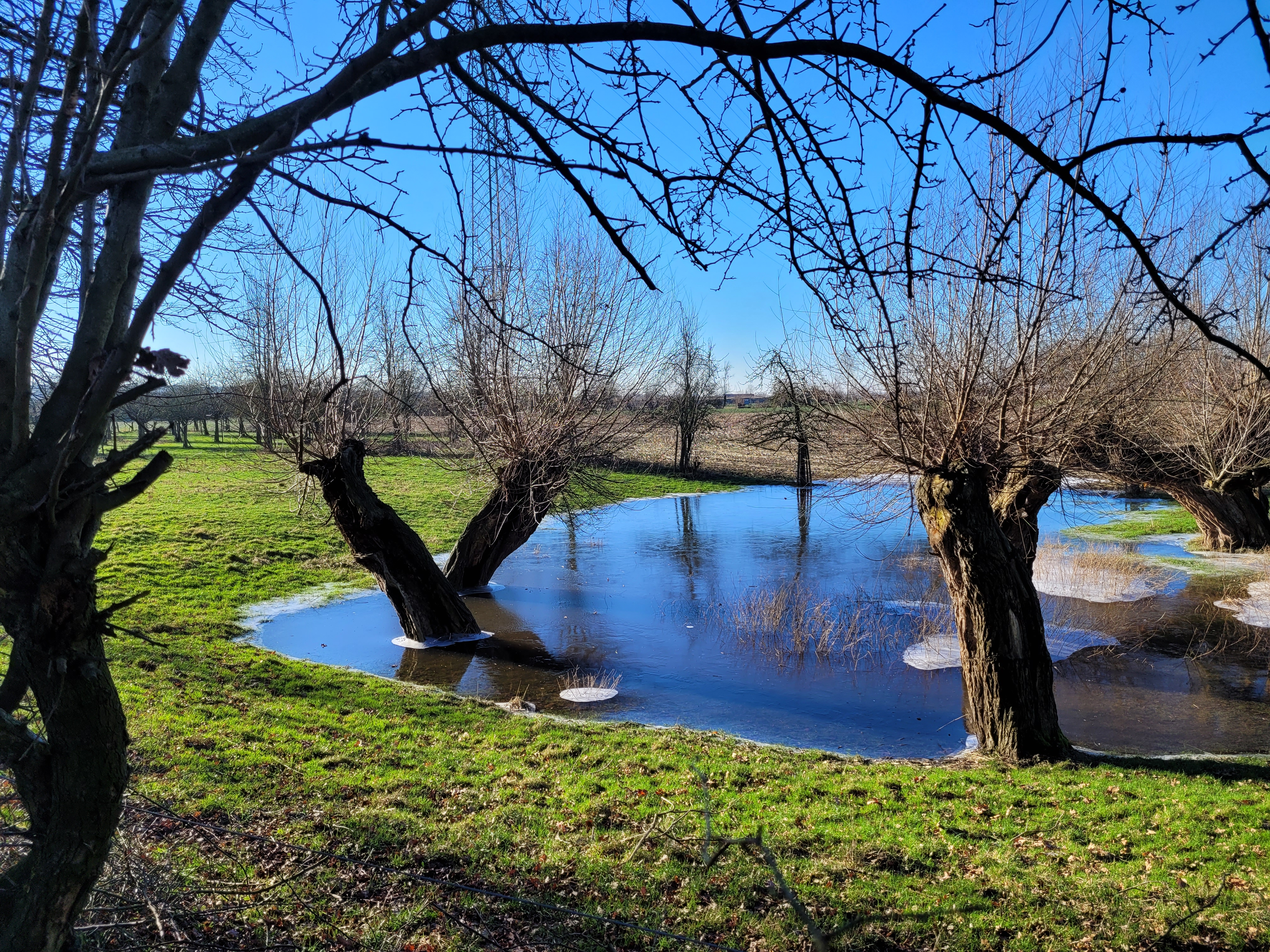
Kolk und Kopfweiden im Naturschutzgebiet Rindernsche Kolke

### Naturschutzgebiet Rindernsche Kolke
Die Rindernschen Kolke sind ein etwa 80 Hektar großes Naturschutzgebiet im südlichen Deichhinterland von Salmorth im Landschaftsraum „Düffel“ zwischen Kleve und Nijmegen. Diese Landschaftsstreifen sind Überreste einer alten Auenlandschaft. Sie wurden früher als „Augen Gottes“ bezeichnet, da sie wichtige Lebensräume für Vögel, Fische und Amphibien darstellen. Das Gebiet gehört zum Naturschutzgebiet Salmorth und Rindernsche Kolke und war ein bedeutendes Feuchtgebiet, das heute von Weideland, Kopfbäumen, Kolken, Hecken und Kleingewässern geprägt ist. Insgesamt gibt es 11 Kolke, die durch Ausspülungen bei Deichbrüchen über Jahrhunderte entstanden sind und dem Schutzgebiet seinen Namen verleihen.
Die Rindernschen Kolke bieten Lebensraum für seltene und gefährdete Tier- und Pflanzenarten. Ursprünglich Teil der Rheinniederung, wurde das Gebiet von den Römern kultiviert, doch durch Entwässerungen verschwanden Feuchtwiesen und Auenwälder. Heute erfolgt eine naturgerechte Beweidung der Wiesen mit Charolais-Rindern und Pferden. Die charakteristischen Kolke entstanden hauptsächlich durch Deichbrüche bei Hochwasser, wobei historische Aufnahmen die Nutzung eines zentralen Kolkes als Badegewässer belegen. Trotz ihrer Lage in einer intensiv genutzten Landschaft sind die Kolke heute durch Nährstoffe aus Düngung und Tierkot beeinträchtigt, einige Gewässer wurden künstlich als Viehtränken und Angelgewässer angelegt. Das Naturschutzgebiet Rindernsche Kolke wird von der NABU-Naturschutzstation Niederrhein betreut.

### NABU-Naturschutzstation Niederrhein
Die NABU-Naturschutzstation Niederrhein mit ihrem Büro in Rindern engagiert sich für den Schutz und die Erhaltung der einzigartigen Natur am Niederrhein, insbesondere im Nordkreis Kleve. Fokus liegt auf bedrohten Arten wie Kiebitzen, Uferschnepfen, Kammmolchen und Spitzfleck-Libellen, die in den Naturschutzgebieten der Düffel, Hetter, Emmericher Ward und Rindernschen Kolken beheimatet sind. Die Station ist eine von etwa 40 Biostationen in Nordrhein-Westfalen und betreut sechs Naturschutzgebiete. Ziel ist es, diese Gebiete zu entwickeln, ihre Artenvielfalt zu bewahren und die lokale Bevölkerung für die Naturschätze zu sensibilisieren. Die Naturschutzarbeit konzentriert sich darauf, die Natur nachhaltig zu nutzen, ohne sie zu beeinträchtigen, und ein Bewusstsein für den Schutz heimischer Arten zu fördern.

## Persönlichkeiten
- Joseph Beuys (1921–1986), Künstler
- Guido Broscheit (* 1968), Schauspieler
- Heinrich Maria Janssen (1907–1988), Bischof von Hildesheim
- Maria Reymer (1803–1852), Pionierin der Käseherstellung holländischer Art
- Johanna Sebus (1791–1809), Lebensretterin aus Brienen ist in Rindern begraben worden

## Einzelbelege
1. ↑  Kleve in Kürze. In: kleve.de. Archiviert vom Original (nicht mehr online verfügbar) am 23. April 2019; abgerufen am 23. April 2019.  Info: Der Archivlink wurde automatisch eingesetzt und noch nicht geprüft. Bitte prüfe Original- und Archivlink gemäß Anleitung und entferne dann diesen Hinweis.
2. ↑  Stadt Kleve, Ortsteil Rindern. Archiviert vom Original (nicht mehr online verfügbar) am 6. Januar 2012; abgerufen am 5. April 2013.  Info: Der Archivlink wurde automatisch eingesetzt und noch nicht geprüft. Bitte prüfe Original- und Archivlink gemäß Anleitung und entferne dann diesen Hinweis.
3. ↑  Tacitus, Annales V: Civilis, der Führer der Aufständischen, zieht sich in die Betuwe zurück, zerstört den Drususdamm und greift die 10. römische Legion in Arenacum an.
4. ↑  Liste und Kartierung bei Gorissen 1985 (siehe Literatur) S. 28–35.
5. ↑  Frank Siegmund: Merowingerzeit am Niederrhein. Rheinische Ausgrabungen 34. Rheinland-Verlag, Köln 1989, S. 384–389.
6. ↑  Nomen et Gens, Quellen. Abgerufen am 5. Dezember 2019.
7. ↑  Übersichtliche Karte in Bijsterfeld, S. 210.
8. ↑  Dazu Gorissen 1985, S. 37–48 (siehe Literatur). Gorissen bietet S. 102–108, Nr. 4, eine dem Original der Schenkungsurkunde näher kommende Fassung als die zuvor üblicherweise verwendete Abschrift.
9. ↑  Manuel Hagemann: Johann von Kleve. In: Portal Rheinische Geschichte. LVR, abgerufen am 8. Dezember 2019.
10. ↑  Manuel Hagemann: Die Herrschaft Kranenburg im 14. Jahrhundert. In: Rheinische Geschichte – wissenschaftlich bloggen. 2016, abgerufen am 8. Dezember 2019.
11. ↑  Martin Bünermann: Die Gemeinden des ersten Neugliederungsprogramms in Nordrhein-Westfalen. Deutscher Gemeindeverlag, Köln 1970, S. 80.
12. ↑  Anja Settnik: Hohe Auszeichnung: Heimatverein Arenacum wird mit Rheinlandtaler geehrt. 14. November 2023, abgerufen am 27. Januar 2024.
13. ↑  Matthias Grass: Rat vergibt Preise: Heimatpreis für das Haus der Begegnung. 2. November 2019, abgerufen am 9. September 2024.
14. ↑  Museum Forum Arenacum. Das Forum. Abgerufen am 3. Januar 2025.
15. ↑  Andreas Daams: Kleve: Ausstellung zu Joseph Beuys’ Kindheit und Jugend. 21. Juli 2021, abgerufen am 27. Januar 2024 (deutsch).
16. ↑  Geschichtliche Entwicklung - Kuhlturlandschaft. Abgerufen am 27. Januar 2024.
17. ↑  Wasserburg in Kleve-Rindern | Objektansicht. Abgerufen am 29. Januar 2024.
18. ↑  Ausstellung RESONANZ: Fritz Poorten - Freunde Klever Museen. Abgerufen am 29. Januar 2024.
19. ↑  Naturschutzgebiet Rindernsche Kolke. Abgerufen am 29. Januar 2024 (deutsch).
20. ↑  Startseite. Abgerufen am 29. Januar 2024 (deutsch).